# Carlos Hugo av Bourbon-Parma
Carlos Hugo av Bourbon-Parma, född 8 april 1930 i Paris, död 18 augusti 2010 i Barcelona, var äldste son till Xavier av Bourbon-Parma och Madeleine de Bourbon-Busset. 1977 efterträdde Carlos Hugo sin far som hertig av Parma, och blev då även carlistisk pretendent till den spanska kronan.
Carlos Hugo gifte sig 29 april 1964 i Rom (Capella Borghese) med prinsessan Irene av Nederländerna, andra dotter till drottning Juliana av Nederländerna. Äktenskapet mellan Irene och Carlos Hugo slutade med skilsmässa 1981.
Barn:
- Carlos, hertig av Bourbon-Parma (1970-   )
- tvillingarna Jaime och Margarita (1972-   )
- Maria Carolina (1974-   )